# Temüge Otczigin
Temüge Otczigin (ur. ? zm. 1242–1246) – brat Czyngis-chana, najmłodszy syn Jesügeja Baatura, wódz mongolski.

## Życiorys
W imperium mongolskim dysponował jednym tumenem, początkowo wspólnie z matką Höelün. W 1207 wdał się w konflikt z rodem Kognotanów i jego przywódcą szamanem Kököczü Teb-Tengrim. Za zgodą Czyngis-chana jego ludzie łamią szamanowi kręgosłup. W latach 30. skonfliktowany z potężnym ministrem Yelü Chucaiem, którego podejrzewał o sprzyjanie interesom podbitych ludów. Po śmierci Ugedeja w 1242, lub 1246 roku usiłował przeprowadzić zamach stanu pod hasłami powrotu do mongolskich tradycji, po niepowodzeniu skazany na śmierć. Otczigin to przydomek oznaczający najmłodszego syna, dziedzica domowego ogniska swego ojca, jednak był używany przez Temügego jako imię. W Tajnej historii Mongołów charakteryzowany jest jako Otczigin powolny, który wcześnie chodzi spać i późno wstaje.